# Vera Haller
Vera Haller (geboren 4. Juli 1910 in Budapest; gestorben 25. Februar 1991 in Lugano) war eine ungarisch-schweizerische Tänzerin und Malerin. Ihr Werk umfasst Malerei, Zeichnungen, Druckgrafiken, Lithografien und Siebdrucke.

## Leben und Werk
Vera Haller-Racs wurde in eine mittelständische jüdische Familie geboren und absolvierte ihre Schulzeit in einem katholischen Kollegium. Von 1929 bis 1931 besuchte sie in Salzburg Kurse an der Isadora-Duncan-Schule und liess sich von deren Schwester Elizabeth Duncan zur diplomierten Tänzerin ausbilden. Gleichzeitig befasste sie sich in der Kunstgewerbeschule Wien unter der Führung von Margarete Hamerschlag mit Bewegungszeichnung.
1932 kehrte sie nach Budapest zurück. Dort widmete sie sich Filmprojekten und arbeitete zwei Jahre lang als Bühnenbildnerin. In Budapest lernte sie den Schweizer Filmeditor Hermann Haller kennen. 1935 heiratete das Paar und Vera Haller erhielt dadurch das Schweizer Bürgerrecht. Ab 1938 lebte das Ehepaar in Zürich, wo Vera Haller 1944 die Zeichen- und Malakademie von Henry Wabel besuchte. Zudem lernte sie die Malerin Jenny Losinger-Ferri kennen und blieb zeitlebens mit ihr befreundet.
1949 unternahm Vera Haller eine Studienreise nach Holland, im Jahr darauf hielt sie sich in Spanien und 1951 in Italien auf. 1951 besuchte sie die Académie de la Grande Chaumière in Paris, wo sie von Édouard Georges Mac-Avoy (1905–1991) unterrichtet wurde.
Ab 1952 war sie Mitglied der Zürcher Sektion der GSMBA und Mitglied des Schweizer Werkbunds. 1956 und 1958 erhielt Haller ein Kunststipendium der Stadt Zürich. Zudem hatte sie ihr Atelier in den 1960er-Jahren in Zürich. Ihre Werke stellte sie in zahlreichen Gruppenausstellungen aus.
Haller reiste um die Wende der 1940/1950er-Jahren oft nach New York. Dort lernte sie den Schriftsteller und Kunstkritiker James Fitzsimmons (1919–1985) kennen. Diesen heiratete sie in den 1960er-Jahren. Das Ehepaar zog 1961 nach Lugano, wo Fitzsimmons die von ihm 1958 gegründete Art International, eine angesehene Zeitschrift für zeitgenössische Kunst, leitete. Fünf Jahre später zog das Ehepaar nach Mezzovico-Vira. Veras künstlerische Tätigkeit im Tessin war eng mit der Aktivität der Tessiner Sektion der GSMBA und der STBA (Tessiner Gesellschaft für Kunst) verbunden.
Zudem war das Ehepaar häufig beruflich unterwegs und unternahm mehrere Erholungs- und Studienreisen nach Nordafrika, Südostasien, in den Mittleren Osten sowie auf die Antillen.
Ihr Gesamtwerk vermachte Vera Haller der Stadt Zürich. Da die Stadt kein Interesse an der Schenkung hatte, verkaufte der einzige Erbe 1992 der Gemeinde Mezzovico-Vira die Sammlung und das Atelier.